# Алаэддин Саджади
Алаэддин Саджади (перс. علاءالدین سجادی‎) — курдский писатель
, поэт, историк литературы, фольклорист, журналист, педагог. Священнослужитель.

## Биография
Родился в семье муллы в 1907 году в с. Сене, Иранский Курдистан, Персия. Образование получил в духовном училище. Служил муллой в мечети.
В 1939 году редактировал курдский журнал «Галявеж» («Сириус»), где печатались его стихи. В 1948 году издавал журнал Nizar на курдском и арабском языках.
В 1958—1974 годах преподавал курдскую филологию и историю курдской литературы в Багдадском университете.
Умер в 1984 году.

## Творчество
А. Саджади — автор «Истории курдской литературы» («Межуй адаби курди», 1954); очерка «Путешествие по Иракскому Курдистану» («Гаштек ля, Курдистани Иракда», 1955).
Составил фольклорный сборник «Жемчужное ожерелье» («Рештай Мервари», т. 1—3, 1955—1957) и биографический очерк «Воспоминания о Пирамерде» («Яди Пирамерд», 1950), посвящённый курдскому поэту Пирамерду (1867—1950), и «Воспоминания о Заки Бэге» («Яди Эмин Заки Бэг», 1950) — об известном курдском историке .

## Избранные произведения
- Riştey Mirwarî , 1957.
- Mêjûyî Edebiyatî Kurdî, 1952.
- Şorişî Kurdan û Şorişî Êraq .
- Hemîşe Behar , 1960.
- Destûr û ferhengî zimanî kurdî , 1961.
- Edebî kurdî û lêkolînî edebî kurdî , 1986.
- Kurdewarî, 1974.
- Deqekanê edebî kurdî, 1978.
- Nawî Kurdî , 1953.
- Geştêk le Kurdistan .
- Nirx Şinasî.